# Clubiona complicata
Clubiona complicata är en spindelart som beskrevs av Banks 1898. Clubiona complicata ingår i släktet Clubiona och familjen säckspindlar. Inga underarter finns listade i Catalogue of Life.